# Тиргу-Секуєск
Тиргу-Секуєск (рум. Târgu Secuiesc) — місто у повіті Ковасна в Румунії, що має статус муніципію. Адміністративно місту також підпорядковане село Лунга (населення 1578 осіб, 2002 рік).
Місто розташоване на відстані 173 км на північ від Бухареста, 31 км на північний схід від Сфинту-Георге, 55 км на північний схід від Брашова.

## Населення
За даними перепису населення 2002 року у місті проживали 20 488 осіб.
Національний склад населення міста:
| Національність            | Кількість осіб | Відсоток |
| ------------------------- | -------------- | -------- |
| угорці                    | 18633          | 90,9%    |
| румуни                    | 1601           | 7,8%     |
| цигани                    | 199            | 1,0%     |
| чанго                     | 20             | 0,1%     |
| німці                     | 19             | 0,1%     |
| поляки                    | 3              | < 0,1%   |
| турки                     | 1              | < 0,1%   |
| євреї                     | 1              | < 0,1%   |
| італійці                  | 1              | < 0,1%   |
| не вказали національність | 2              | < 0,1%   |

Рідною мовою назвали:
| Мова                  | Кількість осіб | Відсоток |
| --------------------- | -------------- | -------- |
| угорська              | 18841          | 92,0%    |
| румунська             | 1607           | 7,8%     |
| німецька              | 19             | 0,1%     |
| циганська             | 8              | < 0,1%   |
| українська            | 2              | < 0,1%   |
| турецька              | 1              | < 0,1%   |
| єврейська (їдиш)      | 1              | < 0,1%   |
| польська              | 1              | < 0,1%   |
| італійська            | 1              | < 0,1%   |
| не вказали рідну мову | 1              | < 0,1%   |

Склад населення міста за віросповіданням:
| Релігія                                       | Кількість осіб | Відсоток |
| --------------------------------------------- | -------------- | -------- |
| римо-католики                                 | 14638          | 71,4%    |
| реформати                                     | 4258           | 20,8%    |
| православні                                   | 1234           | 6,0%     |
| унітарії                                      | 150            | 0,7%     |
| лютерани (Синодально-пресвітеріанська церква) | 52             | 0,3%     |
| адвентисти                                    | 27             | 0,1%     |
| не релігійні                                  | 20             | 0,1%     |
| греко-католики                                | 17             | 0,1%     |
| баптисти                                      | 6              | < 0,1%   |
| лютерани (Аугсбурзького сповідання)           | 6              | < 0,1%   |
| мусульмани                                    | 5              | < 0,1%   |
| лютерани                                      | 5              | < 0,1%   |
| бретрени                                      | 3              | < 0,1%   |
| старообрядці                                  | 2              | < 0,1%   |
| юдеї                                          | 1              | < 0,1%   |
| атеїсти                                       | 1              | < 0,1%   |
| не вказали релігію                            | 20             | 0,1%     |

## Видатні уродженці
- Тіберіу Гіоане — румунський футболіст.

## Зовнішні посилання
- Дані про місто Тиргу-Секуєск на сайті Ghidul Primăriilor [Архівовано 14 квітня 2012 у Wayback Machine.]